# Chính sách Mexico City
Chính sách Mexico City là một chính sách không liên tục của chính phủ Hoa Kỳ yêu cầu tất cả các tổ chức phi chính phủ nước ngoài (NGO) nhận tài trợ liên bang để kiềm chế không thực hiện hoặc cổ võ các dịch vụ phá thai là một phương pháp kế hoạch hóa gia đình với các quỹ chính phủ không thuộc Hoa Kỳ ở các nước khác. Từ năm 1973 trở đi, Cơ quan Phát triển Quốc tế Hoa Kỳ (USAID) đã theo phán quyết luật bổ sung Helms, cấm sử dụng quỹ của chính phủ Hoa Kỳ để cung cấp phá thai như là một phương pháp kế hoạch hóa gia đình bất cứ nơi nào trên thế giới.
Chính sách này là một điểm nóng chính trị trong cuộc tranh luận phá thai, với chính quyền của đảng Cộng hòa áp dụng nó và chính quyền đảng Dân chủ hủy bỏ nó. Chính sách này được ban hành bởi Tổng thống Ronald Reagan năm 1984 , hủy bỏ bởi Tổng thống của đảng Dân chủ Bill Clinton vào tháng 1 năm 1993 , tái thiết lập vào tháng 1 năm 2001 khi Tổng thống đảng Cộng hòa George W. Bush nhậm chức, bãi bỏ vào ngày 23 tháng 1 năm 2009, ba ngày sau khi Tổng thống đảng Dân chủ Barack Obama nhậm chức  và lại tái thiết lập vào ngày 23 tháng 1 năm 2017, khi Tổng thống đảng Cộng hòa Donald Trump lên nắm quyền. Nó được một số nhà phê bình gọi là Mexico City Gag Rule và Global Gag Rule.